# (1861) Komenský
(1861) Komenský – planetoida z pasa głównego asteroid okrążająca Słońce w ciągu 5 lat i 91 dni w średniej odległości 3,02 j.a. Została odkryta 24 listopada 1970 roku w Hamburg-Bergedorf Observatory w Bergedorfie przez Luboša Kohoutka. Nazwa planetoidy pochodzi od Jana Komenskiego (1592-1670), czeskiego pedagoga, filozofa i myśliciela protestanckiego. Przed nadaniem nazwy planetoida nosiła oznaczenie tymczasowe (1861) 1970 WB.